# 冯露 (生物学家)
冯露 (1963年—)，南开大学教授，主要从事细菌表面多糖抗原基因的功能和分子进化、微生物基因组学和功能基因组学等方面的研究工作。入选中华人民共和国教育部2009年度"长江学者"特聘教授。